# Luis Alberto Orellana
Luis Alberto Orellana (né le 17 août 1961 à Caracas au Venezuela) est une personnalité politique italienne.

## Biographie
Élu sénateur sur une liste du Mouvement 5 étoiles, Luis Alberto Orellana est présenté le 15 mars comme candidat à la présidence du Sénat italien. Il a vécu au Venezuela jusqu'en 1974, alors qu'il avait 13 ans, peu avant il a obtenu la naturalisation italienne (sa mère était italienne) et s'est installé à Pavie. Il travaille pour Italtel et a adhéré au Mouvement de Beppe Grillo en 2009 pour lequel il s'est présenté aux municipales en 2009 et aux régionales en 2010 sans être élu. Lors des élections générales italiennes de 2013, il fait partie des 54 sénateurs du Mouvement qui le choisissent comme candidat à la présidence du Sénat le 14 mars 2013.
Luis Alberto Orellana a également siégé à quatre reprises au Parlement Européen entre 2013 et 2018, d'abord comme membre non inscrit à un groupe politique, puis au sein du groupe socialiste.
Il ne fait pas partie des deux candidats retenus pour le ballotage Pietro Grasso et Renato Schifani.
Le 24 février 2014, il est exclu du Mouvement 5 étoiles après un vote sur Internet.